# Ostichthys hypsipterygion
Ostichthys hypsipterygion is een straalvinnige vissensoort uit de familie van eekhoorn- en soldatenvissen (Holocentridae). De wetenschappelijke naam van de soort is voor het eerst geldig gepubliceerd in 1982 door Randall, Shimizu & Yamakawa.